# Носув (Свентокшиське воєводство)
Носув (пол. Nosów) — село в Польщі, у гміні Васнюв Островецького повіту Свентокшиського воєводства.
Населення — 253 особи (2011).
У 1975-1998 роках село належало до Келецького воєводства.

## Демографія
Демографічна структура на день 31 березня 2011 року:
|          | Загалом | Допрацездатний вік | Працездатний вік | Постпрацездатний вік |
| -------- | ------- | ------------------ | ---------------- | -------------------- |
| Чоловіки | 127     | 21                 | 81               | 25                   |
| Жінки    | 126     | 27                 | 61               | 38                   |
| Разом    | 253     | 48                 | 142              | 63                   |